# ローマン (小惑星)
ローマン (1820 Lohmann) は、1949年8月2日にカール・ラインムートがハイデルベルクのケーニッヒシュトゥール天文台で発見した、小惑星帯に位置する小惑星である。
ドイツの天文学者ワーナー・ローマンの名前に因んで命名された。